# El Alfa
Emanuel Herrera Batista, més conegut com “El Alfa” es un cantant dominicà. Es majoritàriament conegut per fer dembow encara que també a fet varies cançons de diferents gèneres urbans llatins. Les seves cançons mes conegudes serien Gogo dance, Singapur, 4K , etc. Ha col·laborat amb diverses grans estrelles dels gèneres  urbans com ara: Daddy Yankee, Anuel AA, Bad Bunny, Farruko i Cardi B entre altres.

## Carrera musical
El Alfa va començar la seva trajectòria musical al 2008, formant part d’una parella musical junt amb Eddy Wilson. Junts van fer cançons com El fogón al 2008 i Conmigo no al 2009.
Finalment el duo es va separar al 2009 i El Alfa va començar la seva carrera en solitari, fent el seu debut amb la canço Coche bomba al mateix any, seguit va fer varies cançons com ara, Coco Mordan al 2009 No Wiri, Wiri al 2011, Con to lo cacabele al 2012, entre altres. Moltes d’aquestes cançons van ser exitoses i El Alfa va començar a sonar a les ràdios i discoteques per diversos països de llatino-americà.
El seu primer àlbum va estar al 2013 amb Dembow Éxitos, on va afegir els seus top hits dels anteriors anys i en va crear de nous com ara Muevete Jevi  Cacao, Agárrate que te Solté i En Brecheo.
Al maig 2020 va llançar al seu segon àlbum i el més exitós de la seva carrera, El Androide, el Cual va arribar al top 10 en els Top Latin Albums. Aquest àlbum disposava de cançons que es van fer famosas globalment, com Singapur i 4k, col·laborant amb altres artistes reconeguts com ara Farruko i Derell. Dos anys més tard El Alfa va llençar un altre àlbum anomenat Sabiduria on va col·laborar amb artistes d’altres parts del món com serien Lil Pump i French Montana.
Al 2022 va fer Gogo Dance una cançó que es va fer viral per les xarxes socials, en el mateix any en el àlbum de Sagitario, va fer La Mama de La Mama, cançó que va arribar a un èxit mundial.
El 15 de juny de 2023 El Alfa va ser guardonat amb el premi de Top artista Dembow en els premis Tu Música Urbana 2023. Poc després al mateix any va treure el seu últim àlbum El Rey del Dembow, on fa col·laboracions amb una quantitat molt abundant d’artistes com ara Asap Ferg, Bryant Myers, Junior H, Rick Ross, Tito Double P, De la Ghetto, Dowba Montana, Noriel, Pop Smoke, Peso Pluma, Wisin, Yandel, Lil Jon, YOVNGCHIIM.

## Discografia
Dembow Exitós: 2013
El Hombre: 2018
El Androide: 2020
La Sabiduria: 2022
Sagitario: 2022
El Rey del Demow: 2023